# Analytoceras
Analytoceras – rodzaj głowonogów z podgromady amonitów.
Żył w okresie jury (hettang).